# Sunčeva elektrana Solar Star
Solar Star je 579-megavatna(MWAC) fotonaponska solarna elektrana smještena pokraj grada Rosamonda u Kaliforniji. Završena u lipnju 2015., trenutno je najveća solarna farma po instaliranom kapacitetu. 
Sastoji se od dva susjedna postrojenja- Solar Star 1 i Solar Star 2 koja zajedno koriste 1,7 milijuna monokristalnih silicijskih solarnih panela, tvrtke SunPower, koji se rasprostiru na 13 km2. Elektrana koristi Oasis tehnologiju koja obuhvaća modularan dizajn, solarne trekere i automatsko čišćenje panela. Jednoosni trekeri mogu povećati godišnju proizvodnju energije do 25% u odnosu na stacionarne sustave. Elektrana proizvodi dovoljno energije za opskrbu oko 255 000 prosječnih kalifornijskih kućanstava.
Utjecaj elektrane na okoliš
Električnom energijom dobivenom iz ove elektrane smanjuju se emisije CO2 za oko 570 000 tona godišnje, što je jednako uklanjanju 2 miljuna automobila s prometnica na 20 godina.

## Usporedba sa sličnim elektranama
U usporedbi s ostalim solarnim elektranama sličnih dimenzija, Solar Star koristi manji broj visokoefikasnih panela, montiranih na jednoosne trekere. Za usporedbu, Desert Sunlight Solar Farm i Topaz Solar Farm (550 MW svaka) koriste veći broj (oko 9 milijuna) stacionarnih CdTe fotonaponskih modula umjesto konvencionalne silicijske fotonaponske tehnologije, raširenih na većem području (oko 25 kvadratnih kilometara).
U okruženju se nalazi nekoliko drugih solarnih elektrana:
- Antelope Valley Solar Ranch (266 MW iz 3.8 milijuna panela s tankim slojem)
- Alpine Solar (66 MW AC, paneli s tankim slojem)[5][6]
- Catalina Solar Project (60 MW, paneli s tankim slojem)

## Najveće solarne elektrane po kapacitetu
| Godina(a)                                                               | Solarna elektrana                    | Država     | Kapacitet MW |
| ----------------------------------------------------------------------- | ------------------------------------ | ---------- | ------------ |
| 1982.                                                                   | Lugo                                 | SAD        | 1            |
| 1985.                                                                   | Carrisa Plain                        | SAD        | 5,6          |
| 2005.                                                                   | Bavaria Solarpark (Mühlhausen)       | Njemačka   | 6,3          |
| 2006.                                                                   | Erlasee Solar Park                   | Njemačka   | 11,4         |
| 2008.                                                                   | Olmedilla Photovoltaic Park          | Španjolska | 60           |
| 2010.                                                                   | Sarnia Photovoltaic Power Plant      | Kanada     | 97           |
| 2011.                                                                   | Huanghe Hydropower Golmud Solar Park | Kina       | 200          |
| 2012.                                                                   | Agua Caliente Solar Project          | SAD        | 290          |
| 2014.                                                                   | Topaz Solar Farm(b)                  | SAD        | 550          |
| 2015.                                                                   | Solar Star(b)                        | SAD        | 579          |
| (a) godina završetka gradnje (b) kapacitet izražen u MWAC, inače u MWDC |                                      |            |              |

## Proizvodnja postrojenja Solar Star
| Godina | Siječanj | Veljača | Ožujak | Travanj | Svibanj | Lipanj | Srpanj | Kolovoz | Rujan  | Listopad | Studeni | Prosinac | Ukupno    |
| ------ | -------- | ------- | ------ | ------- | ------- | ------ | ------ | ------- | ------ | -------- | ------- | -------- | --------- |
| 2014.  | --       | --      | 14 332 | 28 753  | 36 448  | 38 215 | 35 596 | 36 759  | 37 188 | 42 315   | 31 070  | 24 669   | 325 345   |
| 2015.  | 34 125   | 43 302  | 69 839 | 84 200  | 97 302  | 93 801 | 99 408 | 97 315  | 81 857 |          |         |          | 701 149   |
| Ukupno | Ukupno   | Ukupno  | Ukupno | Ukupno  | Ukupno  | Ukupno | Ukupno | Ukupno  | Ukupno | Ukupno   | Ukupno  | Ukupno   | 1 026 494 |

| Godina | Siječanj | Veljača | Ožujak | Travanj | Svibanj | Lipanj | Srpanj | Kolovoz | Rujan  | Listopad | Studeni | Prosinac | Ukupno    |
| ------ | -------- | ------- | ------ | ------- | ------- | ------ | ------ | ------- | ------ | -------- | ------- | -------- | --------- |
| 2014.  | --       | --      | 14 321 | 19 610  | 30 291  | 42 338 | 44 483 | 52 767  | 52 276 | 50 675   | 40 447  | 32 848   | 380 056   |
| 2015.  | 40 769   | 50 582  | 68 531 | 75 962  | 87 210  | 83 183 | 87 909 | 85 625  | 72 530 |          |         |          | 652 301   |
| Ukupno | Ukupno   | Ukupno  | Ukupno | Ukupno  | Ukupno  | Ukupno | Ukupno | Ukupno  | Ukupno | Ukupno   | Ukupno  | Ukupno   | 1 032 357 |

## Vanjske poveznice
- Fact sheet from SunPower  Arhivirana inačica izvorne stranice od 10. listopada 2015. (Wayback Machine)